# Серебрянка (Амурська область)
Серебрянка (рос. Серебрянка) — село у Свободненському районі Амурської області Російської Федерації. Розташоване на території українського історичного та етнічного краю Зелений Клин.
Входить до складу муніципального утворення Костюківська сільрада. Населення становить 237 осіб (2018).

## Історія
4 січня 1926 року відповідно до Декрету ВЦВК РРФСР село увійшло до складу Свободненського району Амурської округи Далекосхідного краю. З 20 жовтня 1932 року входить до складу новоутвореної Амурської області.
З 1 січня 2006 року органом місцевого самоврядування є Костюківська сільрада.

## Населення
| 2002 | 2010 | 2012 | 2013 | 2014 | 2015 | 2016 |
| ---- | ---- | ---- | ---- | ---- | ---- | ---- |
| 406  | ↘248 | ↗250 | ↘238 | ↗253 | ↗264 | ↘242 |
| 2017 | 2018 |      |      |      |      |      |
| →242 | ↘237 |      |      |      |      |      |